# Bleptina subjecta
Bleptina subjecta là một loài bướm đêm trong họ Noctuidae.